# یوس هوونارس
یوس هوونارس (انگلیسی: Jos Hoevenaers; ۳۰ نوامبر ۱۹۳۲ – ۱۴ ژوئن ۱۹۹۵) دوچرخه‌سوار اهل بلژیک بود.